# Hexatoma (Eriocera) moriokana
Hexatoma (Eriocera) moriokana is een tweevleugelige uit de familie steltmuggen (Limoniidae). De soort komt voor in het Palearctisch gebied.